# Theodor Baumann (Bauingenieur)
Theodor Baumann (* 1941) ist ein deutscher Bauingenieur.
Baumann studierte Bauingenieurwesen an der Technischen Universität München, an der er bei Hubert Rüsch 1971 promovierte und von 1965 bis 1971 wissenschaftlicher Mitarbeiter am Institut für Massivbau bei Rüsch und Herbert Kupfer war.
Baumann arbeitete ab 1971 bei der Bauunternehmung Dyckerhoff & Widmann AG (Dywidag), bei der er 1989 Leiter des technischen Büros in München wurde. Zu seinen Projekten gehörte dort die Skye Bridge als Freivorbaubrücke von 250 m Spannweite von Skye zum schottischen Festland, die 1995 eröffnet wurde. Außerdem entwickelte er mit Dieter Hilliges (* 1937) ein Beton-Tragsystem für Magnetschwebebahnen, das von der Walter Bau AG, die 2001 mit der Dywidag fusionierte, im Jahr 2003 in Deutschland zum Gebrauchsmuster angemeldet wurde.
2007 erhielt er die Emil-Mörsch-Denkmünze, die höchste deutsche Auszeichnung für Leistungen im Stahlbetonbau.

## Schriften
- mit Hubert Rüsch: Schubversuche mit indirekter Krafteinleitung. Versuche zum Studium der Verdübelungswirkung der Biegezugbewehrung eines Stahlbetonbalkens. In: DAfStb, Heft 210, Ernst & Sohn, Berlin 1970.
- mit Herbert Kupfer: Versuche zur Schubsicherung und Momentendeckung von profilierten Stahlbetonbalken. In: DAfStb, Heft 218, 1972.
- Tragwirkung orthogonaler Bewehrungsnetze beliebiger Richtung in Flächentragwerken aus Stahlbeton. In: DAfStb, Heft 217, Ernst & Sohn, Berlin 1972. (Dissertation TH München, 1971[4])
- Skye Bridge. Eine Freivorbaubrücke mit besonderen gestalterischen und technischen Anforderungen. (= Schriftenreihe des Österreichischen Betonvereins, Heft 25.) 1996.
- 30 Jahre S-Bahn-Tunnel Ismaning (1992–2022). Ismaning 2022. (Digitalisat auf ismaning.de, abgerufen am 8. Januar 2023)